# Состав Совета национальной безопасности и обороны Украины
В статье представлен состав Совета национальной безопасности и обороны Украины (в 1992—1996 годах — Совет национальной безопасности при Президенте Украины).

Даты включения должностных лиц в состав Совета (исключения из него, утверждения в составе в связи с назначением на другую должность) отличаются от дат назначения на основные государственные должности (и освобождения от них).

## Состав Совета национальной безопасности при Президенте Украины

### 1 июля 1992 г. — 22 ноября 1993 г.
Состав Совета национальной безопасности при Президенте Украины, утвержденный Указом Президента Украины от 1 июля 1992 г. № 357/92.:
Постоянные члены Совета:
1. Кравчук Леонид Макарович — Президент Украины (Председатель Совета)
2. Селиванов Владимир Николаевич — Государственный советник Украины по вопросам национальной безопасности (Секретарь Совета)
3. Фокин Витольд Павлович — Премьер-министр Украины
4. Морозов Константин Петрович — Министр обороны Украины
5. Марчук Евгений Кириллович — Председатель Службы безопасности Украины
6. Зленко Анатолий Максимович — Министр иностранных дел Украины

Члены Совета:
1. Патон Борис Евгеньевич — Президент Академии наук Украины
2. Василишин Андрей Владимирович — Министр внутренних дел Украины
3. Спиженко Юрий Прокопьевич — Министр здравоохранения Украины
4. Щербак Юрий Николаевич — Министр охраны окружающей природной среды Украины
5. Губенко Валерий Александрович — Председатель Государственного комитета по делам охраны государственной границы Украины
6. Гетьман Вадим Петрович — Председатель правления Национального банка Украины

Указом Президента Украины от 26 ноября 1992 г. № 582/92 из состава Совета выведены Фокин В.П. и Щербак Ю.Н.; в состав Совета введены: постоянным членом Совета — Кучма Леонид Данилович — Премьер-министр Украины; членом Совета — Костенко Юрий Иванович — Министр охраны окружающей природной среды Украины
Указом Президента Украины от 27 января 1993 г. № 26/93 из состава Совета выведен Гетьман В.П.

### 22 ноября 1993 г. — 22 октября 1994 г.
Состав Совета национальной безопасности при Президенте Украины, утвержденный Указом Президента Украины от 22 ноября 1993 г. № 546/93.
Постоянные члены Совета:
1. Кравчук Леонид Макарович — Президент Украины (председатель Совета)
2. Звягильский Ефим Леонидович — Исполняющий обязанности Премьер-министра Украины
3. Василишин Андрей Владимирович — Министр внутренних дел Украины
4. Зленко Анатолий Максимович — Министр иностранных дел Украины
5. Марчук Евгений Кириллович — Председатель Службы безопасности Украины
6. Радецкий Виталий Григорьевич — Министр обороны Украины
7. Шмаров Валерий Николаевич — Вице-премьер-министр Украины

Члены Совета:
1. Губенко Валерий Александрович — Председатель Государственного комитета по делам охраны государственной границы Украины
2. Костенко Юрий Иванович — Министр охраны окружающей природной среды Украины
3. Онопенко Василий Васильевич — Министр юстиции Украины
4. Патон Борис Евгеньевич — Президент Академии наук Украины
5. Пятаченко Григорий Александрович — Министр финансов Украины
6. Спиженко Юрий Прокопьевич — Министр здравоохранения Украины

### 22 октября 1994 г. — 14 сентября 1995 г.
Состав Совета национальной безопасности при Президенте Украины, утвержденный Указом Президента Украины от 22 октября 1994 г. № 628/94.
1. Кравчук Леонид Макарович — Президент Украины (Председатель Совета)
2. Масол Виталий Андреевич — Премьер-министр Украины
3. Горбулин Владимир Павлович — Секретарь Совета национальной безопасности при Президенте Украины — Советник Президента Украины по вопросам национальной безопасности
4. Марчук Евгений Кириллович — вице-Премьер-министр Украины
5. Шмаров Валерий Николаевич — вице-Премьер-министр Украины, Министр обороны Украины
6. Табачник Дмитрий Владимирович — Глава Администрации Президента Украины
7. Германчук Петр Кузьмич — Министр финансов Украины
8. Костенко Юрий Иванович — Министр охраны окружающей природной среды Украины
9. Маликов Валерий Васильевич — Председатель Службы безопасности Украины
10. Онопенко Василий Васильевич — Министр юстиции Украины
11. Осыка Сергей Григорьевич — Министр внешних экономических связей Украины
12. Петров Виктор Михайлович — Министр машиностроения, военно-промышленного комплекса и конверсии Украины
13. Радченко Владимир Иванович — Министр внутренних дел Украины
14. Удовенко Геннадий Иосифович — Министр иностранных дел Украины
15. Шпек Роман Васильевич — Министр экономики Украины
16. Шульга Николай Александрович — Министр Украины по делам национальностей, миграции и религии

### 14 сентября 1995 г. — 30 августа 1996 г.
Состав Совета национальной безопасности при Президенте Украины, утвержденный Указом Президента Украины от 14 сентября 1995 г. № 842/95.
1. Кучма Леонид Данилович — Президент Украины (Председатель Совета)
2. Горбулин Владимир Павлович — Секретарь Совета национальной безопасности при Президенте Украины — Советник Президента Украины по вопросам национальной безопасности
3. Банных Виктор Иванович — Председатель Государственного комитета по делам охраны государственной границы Украины
4. Германчук Петр Кузьмич — Министр финансов Украины
5. Гуреев Василий Николаевич — Министр экономики Украины
6. Дурдинец Василий Васильевич — вице-Премьер-министр Украины по вопросам государственной безопасности и чрезвычайных ситуаций
7. Костенко Юрий Иванович — Министр охраны окружающей природной среды и ядерной безопасности Украины
8. Кравченко Юрий Федорович — Министр внутренних дел Украины
9. Марчук Евгений Кириллович — Премьер-министр Украины
10. Осыка Сергей Григорьевич — Министр внешних экономических связей и торговли Украины
11. Радченко Владимир Иванович — Председатель Службы безопасности Украины
12. Табачник Дмитрий Владимирович — Глава Администрации Президента Украины
13. Удовенко Геннадий Иосифович — Министр иностранных дел Украины
14. Шмаров Валерий Николаевич — Министр обороны Украины

## Секретари Совета национальной безопасности при Президенте Украины
После даты назначения и освобождения от должности стоит номер соответствующего Указа или распоряжения Президента Украины.
1. Селиванов Владимир Николаевич, Государственный советник Украины по вопросам национальной безопасности (1 июля 1992 г., № 356/92 — 19 ноября 1992 г., № 570/92), Советник Президента Украины по вопросам национальной безопасности — Секретарь Совета национальной безопасности при Президенте Украины (19 ноября 1992 г., № 570/92 — 19 апреля 1993 г., № 135/93)
2. Картавцев Валерий Степанович, исполняющий обязанности Секретаря Совета национальной безопасности при Президенте Украины (с 23 апреля 1993 г., № 49/93-рп), Секретарь Совета национальной безопасности при Президенте Украины — Руководитель аппарата Совета национальной безопасности при Президенте Украины (1 декабря 1993 г., № 131/93-рп — 5 августа 1994 г., № 95/94-рп)
3. Горбулин Владимир Павлович, Секретарь Совета национальной безопасности при Президенте Украины (5 августа 1994 г., № 95/94-рп — 17 октября 1994 г., № 150/94-рп), Секретарь Совета национальной безопасности при Президенте Украины — Советник Президента Украины по вопросам национальной безопасности (17 октября 1994 г., № 613/94 — 30 августа 1996 г., № 773/96)

## Состав Совета национальной безопасности и обороны Украины

### 30 августа 1996 г. — 26 августа 1997 г.
Состав Совета национальной безопасности и обороны Украины, утвержденный Указом Президента Украины от 30 августа 1996 г. № 772/96.
1. Кучма Леонид Данилович — Президент Украины — Председатель Совета
2. Лазаренко Павел Иванович — Премьер-министр Украины
3. Горбулин Владимир Павлович — Секретарь Совета национальной безопасности и обороны Украины
4. Банных Виктор Иванович — Председатель Государственного комитета по делам охраны государственной границы Украины
5. Головатый Сергей Петрович — Министр юстиции Украины
6. Гуреев Василий Николаевич — Министр экономики Украины
7. Короневский Валентин Максимович — Министр финансов Украины
8. Костенко Юрий Иванович — Министр охраны окружающей природной среды и ядерной безопасности Украины
9. Кравченко Юрий Федорович — Министр внутренних дел Украины
10. Кузьмук Александр Иванович — Министр обороны Украины
11. Малев Валерий Иванович — Министр машиностроения, военно-промышленного комплекса и конверсии Украины
12. Радченко Владимир Иванович — Председатель Службы безопасности Украины
13. Удовенко Геннадий Иосифович — Министр иностранных дел Украины

### 26 августа 1997 г. — 9 сентября 1998 г.
Состав Совета национальной безопасности и обороны Украины, утвержденный Указом Президента Украины от 26 августа 1997 г. № 913/97.
1. Кучма Леонид Данилович — Президент Украины — Председатель Совета
2. Пустовойтенко Валерий Павлович — Премьер-министр Украины
3. Горбулин Владимир Павлович — Секретарь Совета национальной безопасности и обороны Украины
4. Банных Виктор Иванович — Председатель Государственного комитета по делам охраны государственной границы Украины
5. Гуреев Василий Николаевич — Министр промышленной политики Украины
6. Дурдинец Василий Васильевич — Председатель Координационного комитета по борьбе с коррупцией и организованной преступностью при Президенте Украины — директор Национального бюро расследований Украины
7. Кальченко Валерий Михайлович — Министр Украины по вопросам чрезвычайных ситуаций и по делам защиты населения от последствий Чернобыльской катастрофы
8. Костенко Юрий Иванович — Министр охраны окружающей природной среды и ядерной безопасности Украины
9. Кравченко Юрий Федорович — Министр внутренних дел Украины
10. Кузьмук Александр Иванович — Министр обороны Украины
11. Кушнарев Евгений Петрович — Глава Администрации Президента Украины
12. Митюков Игорь Александрович — Министр финансов Украины
13. Патон Борис Евгеньевич — Президент Национальной академии наук Украины
14. Радченко Владимир Иванович — Председатель Службы безопасности Украины
15. Суслов Виктор Иванович — Министр экономики Украины
16. Удовенко Геннадий Иосифович — Министр иностранных дел Украины

### 9 сентября 1998 г. — 2 февраля 2000 г.
Состав Совета национальной безопасности и обороны Украины, утвержденный Указом Президента Украины от 9 сентября 1998 г. № 990/98.
1. Кучма Леонид Данилович — Президент Украины, Председатель Совета
2. Пустовойтенко Валерий Павлович — Премьер-министр Украины
3. Горбулин Владимир Павлович — Секретарь Совета национальной безопасности и обороны Украины
4. Банных Виктор Иванович — Председатель Государственного комитета по делам охраны государственной границы Украины
5. Гуреев Василий Николаевич — Министр промышленной политики Украины
6. Деркач Леонид Васильевич — Председатель Службы безопасности Украины
7. Дурдинец Василий Васильевич — Председатель Координационного комитета по борьбе с коррупцией и организованной преступностью при Президенте Украины — Директор Национального бюро расследований Украины
8. Кальченко Валерий Михайлович — Министр Украины по вопросам чрезвычайных ситуаций и по делам защиты населения от последствий Чернобыльской катастрофы
9. Кравченко Юрий Федорович — Министр внутренних дел Украины
10. Кузьмук Александр Иванович — Министр обороны Украины
11. Кушнарев Евгений Петрович — Глава Администрации Президента Украины
12. Митюков Игорь Александрович — Министр финансов Украины
13. Патон Борис Евгеньевич — Президент Национальной академии наук Украины
14. Радченко Владимир Иванович — первый заместитель Секретаря Совета национальной безопасности и обороны Украины — Председатель Комитета по вопросам разведки при Президенте Украины
15. Роговой Василий Васильевич — Министр экономики Украины
16. Станик Сюзанна Романовна — Министр юстиции Украины
17. Тарасюк Борис Иванович — Министр иностранных дел Украины

Указом Президента Украины от 6 марта 1999 г. № 236/99 из состава Совета выведен Кушнарев Е.П.; в состав Совета введен Белоблоцкий Николай Петрович — Глава Администрации Президента Украины
Указом Президента Украины от 21 декабря 1999 г. № 1602/99 из состава Совета выведен Белоблоцкий Н.П.; в состав Совета введен Литвин Владимир Михайлович — Глава Администрации Президента Украины

### 2 февраля 2000 г. — 7 августа 2001 г.
Состав Совета национальной безопасности и обороны Украины, утвержденный Указом Президента Украины от 2 февраля 2000 г. № 162/2000.
1. Кучма Леонид Данилович, Президент Украины — Председатель Совета
2. Ющенко Виктор Андреевич — Премьер-министр Украины
3. Марчук Евгений Кириллович — Секретарь Совета национальной безопасности и обороны Украины
4. Деркач Леонид Васильевич — Председатель Службы безопасности Украины
5. Дурдинец Василий Васильевич — Министр Украины по вопросам чрезвычайных ситуаций и по делам защиты населения от последствий Чернобыльской катастрофы
6. Заяц Иван Александрович — Министр экологии и природных ресурсов Украины
7. Кравченко Юрий Федорович — Министр внутренних дел Украины
8. Кузьмук Александр Иванович — Министр обороны Украины
9. Литвин Владимир Михайлович — Глава Администрации Президента Украины
10. Митюков Игорь Александрович — Министр финансов Украины
11. Алексеенко Борис Николаевич — Председатель Государственного комитета по делам охраны государственной границы Украины — Командующий Пограничными войсками Украины
12. Патон Борис Евгеньевич — Президент Национальной академии наук Украины
13. Станик Сюзанна Романовна — Министр юстиции Украины
14. Тарасюк Борис Иванович — Министр иностранных дел Украины
15. Тигипко Сергей Леонидович — Министр экономики Украины

Указом Президента Украины от 31 июля 2000 г. № 938/2000 в состав Совета введен Шкидченко Владимир Петрович — начальник Генерального штаба Вооруженных Сил Украины — первый заместитель Министра обороны Украины
Указом Президента Украины от 25 ноября 2000 г. № 1251/2000 из состава Совета выведены Тигипко С.Л. и Тарасюк Б.И.; в состав Совета введены:
1. Роговой Василий Васильевич — Министр экономики Украины
2. Зленко Анатолий Максимович — Министр иностранных дел Украины

### 7 августа 2001 г. — 8 февраля 2005 г.
Состав Совета национальной безопасности и обороны Украины, утвержденный Указом Президента Украины от 7 августа 2001 г. № 605/2001.
1. Кучма Леонид Данилович — Президент Украины, Председатель Совета
2. Плющ Иван Степанович — Председатель Верховной Рады Украины (с согласия)
3. Кинах Анатолий Кириллович — Премьер-министр Украины
4. Марчук Евгений Кириллович — Секретарь Совета национальной безопасности и обороны Украины; утвержден Указом Президента Украины от 29 сентября 2003 г. № 1110/2003 — Министр обороны Украины
5. Дурдинец Василий Васильевич — Министр Украины по вопросам чрезвычайных ситуаций и по делам защиты населения от последствий Чернобыльской катастрофы
6. Зленко Анатолий Максимович — Министр иностранных дел Украины
7. Кузьмук Александр Иванович — Министр обороны Украины
8. Литвин Владимир Михайлович — Глава Администрации Президента Украины; утвержден Указом Президента Украины от 15 июня 2002 г. № 557/2002 — Председатель Верховной Рады Украины (с согласия)
9. Митюков Игорь Александрович — Министр финансов Украины
10. Алексеенко Борис Николаевич — Председатель Государственного комитета по делам охраны государственной границы Украины — Командующий Пограничными войсками Украины
11. Патон Борис Евгеньевич — президент Национальной академии наук Украины
12. Радченко Владимир Иванович — Председатель Службы безопасности Украины; утвержден Указом Президента Украины от 29 сентября 2003 г. № 1110/2003 — Секретарь Совета национальной безопасности и обороны Украины
13. Смирнов Юрий Александрович — Министр внутренних дел Украины
14. Станик Сюзанна Романовна — Министр юстиции Украины
15. Шкидченко Владимир Петрович — начальник Генерального штаба Вооруженных Сил Украины — первый заместитель Министра обороны Украины; утвержден Указом Президента Украины от 27 декабря 2001 г. № 1277/2001 — Министр обороны Украины
16. Шлапак Александр Витальевич — Министр экономики Украины

Указом Президента Украины от 27 декабря 2001 г. № 1277/2001 из состава Совета выведены Кузьмук А.И., Митюков И.А. и Алексеенко Б.М.; в состав Совета введены:
1. Литвин Николай Михайлович — Председатель Государственного комитета по делам охраны государственной границы Украины — Командующий Пограничными войсками Украины
2. Шуляк Петр Иванович — начальник Генерального штаба Вооруженных Сил Украины — первый заместитель Министра обороны Украины
3. Юшко Игорь Олегович — Министр финансов Украины

Указом Президента Украины от 22 мая 2002 г. № 481/2002 из состава Совета выведена Станик С.Р.; в состав Совета введен Лавринович Александр Владимирович — Министр юстиции Украины
Указом Президента Украины от 15 июня 2002 г. № 557/2002 из состава Совета выведен Плющ И.С.
Указом Президента Украины от 20 июня 2002 г. № 574/2002 в состав Совета введен Медведчук Виктор Владимирович — Глава Администрации Президента Украины
Указом Президента Украины от 7 сентября 2002 г. № 807/2002 из состава Совета выведен Шуляк П.И.; в состав Совета введен Затинайко Александр Иванович — начальник Генерального штаба Вооруженных Сил Украины
Указом Президента Украины от 24 декабря 2002 г. № 1208/2002 из состава Совета выведены Дурдинец В.В., Кинах А.К., Шлапак А.В. и Юшко И.О.; в состав Совета введены:
1. Янукович Виктор Федорович — Премьер-министр Украины
2. Азаров Николай Янович — Первый вице-премьер-министр Украины, Министр финансов Украины
3. Рева Григорий Васильевич — Министр Украины по вопросам чрезвычайных ситуаций и по делам защиты населения от последствий Чернобыльской катастрофы
4. Хорошковский Валерий Иванович — Министр экономики и по вопросам европейской интеграции Украины
5. Шевчук Василий Яковлевич — Министр экологии и природных ресурсов Украины

Указом Президента Украины от 29 сентября 2003 г. № 1110/2003 из состава Совета выведены Зленко А.М., Смирнов Ю.А., Шевчук В.Я. и Шкидченко В.П.; в состав Совета введены:
1. Белоконь Николай Васильевич — Министр внутренних дел Украины
2. Грищенко Константин Иванович — Министр иностранных дел Украины
3. Смешко Игорь Петрович — Председатель Службы безопасности Украины

Указом Президента Украины от 28 января 2004 г. № 108/2004 из состава Совета выведен Хорошковский В.И.; в состав Совета введен Деркач Николай Иванович — Министр экономики и по вопросам европейской интеграции Украины
Указом Президента Украины от 3 июня 2004 г. № 613/2004 из состава Совета выведен Затинайко А.И.
Указом Президента Украины от 8 октября 2004 г. № 1195/2004 из состава Совета выведен Марчук Е.К.; в состав Совета введен Кузьмук Александр Иванович — Министр обороны Украины
Указом Президента Украины от 9 ноября 2004 г. № 1382/2004 в состав Совета введен Синянский Олег Григорьевич — Председатель Службы внешней разведки Украины
Указом Президента Украины от 22 января 2005 г. № 77/2005 из состава Совета выведен Медведчук В.В.

### 8 февраля 2005 г. — 11 сентября 2006г.
Состав Совета национальной безопасности и обороны Украины, утвержденный Указом Президента Украины от 8 февраля 2005 г. № 208/2005.
1. Ющенко Виктор Андреевич — Президент Украины, Председатель Совета
2. Порошенко Петр Алексеевич — Секретарь Совета национальной безопасности и обороны Украины
3. Гриценко Анатолий Степанович — Министр обороны Украины
4. Зинченко Александр Алексеевич — Государственный секретарь Украины
5. Литвин Владимир Михайлович — Председатель Верховной Рады Украины (с согласия)
6. Луценко Юрий Витальевич — Министр внутренних дел Украины
7. Маляренко Василий Тимофеевич — Председатель Верховного Суда Украины (с согласия)
8. Пискун Святослав Михайлович — Генеральный прокурор Украины
9. Стельмах Владимир Семёнович — Председатель Национального банка Украины (с согласия)
10. Тарасюк Борис Иванович — Министр иностранных дел Украины
11. Тимошенко Юлия Владимировна — Премьер-министр Украины
12. Турчинов Александр Валентинович — Председатель Службы безопасности Украины

Указом Президента Украины от 5 октября 2005 г. № 1414/2005 из состава Совета выведены Тимошенко Ю.В., Порошенко П.А., Зинченко А.А. и Турчинов А.В.; в состав Совета введены:
1. Ехануров Юрий Иванович — Премьер-министр Украины
2. Кинах Анатолий Кириллович — Секретарь Совета национальной безопасности и обороны Украины
3. Рыбачук Олег Борисович — Председатель Секретариата Президента Украины; утвержден Указом Президента Украины от 6 декабря 2005 г. № 1695/2005 — Глава Секретариата Президента Украины
4. Дрижчаный Игорь Васильевич — Председатель Службы безопасности Украины

Указом Президента Украины от 6 декабря 2005 г. № 1695/2005 из состава Совета выведен Пискун С.М.; в состав Совета введены:
1. Медведько Александр Иванович — Генеральный прокурор Украины
2. Поляченко Юрий Владимирович — Министр здравоохранения Украины

Указом Президента Украины от 13 февраля 2006 г. № 127/2006 в состав Совета введены:
1. Головатый Сергей Петрович — Министр юстиции Украины
2. Плачков Иван Васильевич — Министр топлива и энергетики Украины

Указом Президента Украины от 2 июня 2006 г. № 465/2006 из состава Совета выведен Кинах А.К.; в состав Совета введен Горбулин Владимир Павлович — исполняющий обязанности Секретаря Совета национальной безопасности и обороны Украины

### 11 сентября 2006 г. — 21 января 2008 г.
Состав Совета национальной безопасности и обороны Украины, утвержденный Указом Президента Украины от 11 сентября 2006 г. № 749/2006.
1. Ющенко Виктор Андреевич — Президент Украины, Председатель Совета
2. Азаров Николай Янович — Первый вице-премьер-министр Украины, Министр финансов Украины
3. Балога Виктор Иванович — Министр Украины по вопросам чрезвычайных ситуаций и по делам защиты населения от последствий Чернобыльской катастрофы; утвержден Указом Президента Украины от 20 сентября 2006 г. № 761/2006 — Глава Секретариата Президента Украины
4. Горбулин Владимир Павлович — исполняющий обязанности Секретаря Совета национальной безопасности и обороны Украины
5. Гриценко Анатолий Степанович — Министр обороны Украины
6. Дрижчаный Игорь Васильевич — Председатель Службы безопасности Украины
7. Зварич Роман Михайлович — Министр юстиции Украины
8. Луценко Юрий Витальевич — Министр внутренних дел Украины
9. Макуха Владимир Алексеевич — Министр экономики Украины
10. Маломуж Николай Григорьевич — Председатель Службы внешней разведки Украины
11. Медведько Александр Иванович — Генеральный прокурор Украины (с согласия)
12. Мороз Александр Александрович — Председатель Верховной Рады Украины (с согласия)
13. Поляченко Юрий Владимирович — Министр здравоохранения Украины
14. Рыбачук Олег Борисович — Глава Секретариата Президента Украины
15. Стельмах Владимир Семёнович — Председатель Национального банка Украины (с согласия)
16. Тарасюк Борис Иванович — Министр иностранных дел Украины
17. Янукович Виктор Федорович — Премьер-министр Украины

Указом Президента Украины от 20 сентября 2006 г. № 761/2006 из состава Совета выведен Рыбачук О.Б.
Указом Президента Украины от 17 октября 2006 г. № 884/2006 из состава Совета выведен Горбулин В.П.; в состав Совета введен Гайдук Виталий Анатольевич — Секретарь Совета национальной безопасности и обороны Украины
Указом Президента Украины от 15 ноября 2006 г. № 966/2006 из состава Совета выведен Зварич Р.М.
Указом Президента Украины от 24 ноября 2006 г. № 1000/2006 в состав Совета введен Кинах Анатолий Кириллович — Председатель Комитета Верховной Рады Украины по вопросам национальной безопасности и обороны (с согласия)
Указом Президента Украины от 14 декабря 2006 г. № 1074/2006 из состава Совета выведен Луценко Ю.В.; в состав Совета введен Цушко Василий Петрович — Министр внутренних дел Украины
Указом Президента Украины от 18 января 2007 г. № 24/2007 из состава Совета выведен Дрижчаный И.В.
Указом Президента Украины от 12 февраля 2007 г. .№ 104/2007 из состава Совета выведены Макуха В.А. и Поляченко Ю.В.; в состав Совета введен Онопенко Василий Васильевич — Председатель Верховного Суда Украины (с согласия)
Указом Президента Украины от 15 февраля 2007 г. № 115/2007 в состав Совета введен Кириченко Сергей Александрович — начальник Генерального штаба — Главнокомандующий Вооруженными Силами Украины
Указом Президента Украины от 21 марта 2007 г. № 227/2007 из состава Совета выведен Кинах А.К.
Указом Президента Украины от 21 марта 2007 г. № 229/2007 из состава Совета выведен Тарасюк Б.И.; в состав Совета введен Яценюк Арсений Петрович — Министр иностранных дел Украины
Указом Президента Украины от 3 апреля 2007 г. № 266/2007 из состава Совета выведен Мороз А.А.; в состав Совета введены:
1. Кихтенко Александр Тимофеевич — начальник Главного управления — командующий внутренними войсками Министерства внутренних дел Украины
2. Наливайченко Валентин Александрович — первый заместитель Председателя Службы безопасности Украины — руководитель Антитеррористического центра при Службе безопасности Украины

Указом Президента Украины от 5 апреля 2007 г. № 268/2007 в состав Совета введен Рубан Юрий Григорьевич — директор Национального института стратегических исследований
Указом Президента Украины от 3 мая 2007 г. № 372/2007 из состава Совета выведены Медведько А.И. и Онопенко В.В.; в состав Совета введен Пискун Святослав Михайлович — Генеральный прокурор Украины
Указом Президента Украины от 16 мая 2007 г. № 407/2007 из состава Совета выведен Гайдук В.А.; в состав Совета введен Плющ Иван Степанович — Секретарь Совета национальной безопасности и обороны Украины
Указом Президента Украины от 25 мая 2007 г. № 473/2007 в состав Совета введены:
1. Аваков Арсен Борисович — председатель Харьковской областной государственной администрации
2. Антипов Александр Николаевич — председатель Луганской областной государственной администрации
3. Асадчев Валерий Михайлович — председатель Полтавской областной государственной администрации
4. Бондарь Владимир Налькович — председатель Волынской областной государственной администрации
5. Буханевич Александр Николаевич — председатель Хмельницкой областной государственной администрации
6. Гаваши Олег Олодарович — председатель Закарпатской областной государственной администрации
7. Деева Надежда Николаевна — председатель Днепропетровской областной государственной администрации
8. Домбровский Александр Георгиевич — председатель Винницкой областной государственной администрации
9. Качур Павел Степанович — председатель Сумской областной государственной администрации
10. Кулиш Владимир Иванович — председатель Черновицкой областной государственной администрации
11. Куницын Сергей Владимирович — председатель Севастопольской городской государственной администрации
12. Лаврик Николай Иванович — председатель Черниговской областной государственной администрации
13. Логвиненко Владимир Иванович — председатель Донецкой областной государственной администрации
14. Матчук Виктор Иосифович — председатель Ровненской областной государственной администрации
15. Олейник Петр Михайлович — председатель Львовской областной государственной администрации
16. Павленко Юрий Алексеевич — председатель Житомирской областной государственной администрации
17. Плакида Виктор Тарасович — председатель Совета министров Автономной Республики Крым
18. Плачков Иван Васильевич — председатель Одесской областной государственной администрации
19. Садыков Александр Валерьевич — председатель Николаевской областной государственной администрации
20. Силенков Борис Витальевич — председатель Херсонской областной государственной администрации
21. Стойко Иван Михайлович — председатель Тернопольской областной государственной администрации
22. Ткач Роман Владимирович — председатель Ивано-Франковской областной государственной администрации
23. Ульянченко Вера Ивановна — председатель Киевской областной государственной администрации
24. Червоненко Евгений Альфредович — председатель Запорожской областной государственной администрации
25. Черевко Александр Владимирович — председатель Черкасской областной государственной администрации
26. Черныш Вадим Олегович — председатель Кировоградской областной государственной администрации
27. Черновецкий Леонид Михайлович — председатель Киевской городской государственной администрации

Указом Президента Украины от 25 мая 2007 г. № 475/2007 из состава Совета выведен Пискун С.М.; в состав Совета введен Шемчук Виктор Викторович — временно исполняющий обязанности Генерального прокурора Украины
Указом Президента Украины от 3 июля 2007 г. № 584/2007 из состава Совета выведен Шемчук В.В.; в состав Совета введен Медведько Александр Иванович — Генеральный прокурор Украины
Указом Президента Украины от 11 июля 2007 г. № 628/2007 из состава Совета выведены Лаврик Н.И. и Садыков А.В.
Указом Президента Украины от 3 сентября 2007 г. № 817/2007 из состава Совета выведена Деева Н.Н.
Указом Президента Украины от 24 октября 2007 г. № 992/2007 из состава Совета выведены Павленко Ю.А., Стойко И.М. и Ткач Р.В.
Указом Президента Украины от 6 ноября 2007 г. № 1065/2007 из состава Совета выведены Плачков И.В. и Черныш В.О.
Указом Президента Украины от 16 ноября 2007 г. № 1103/2007 из состава Совета выведены Бондарь В.Н. и Буханевич А.Н.
Указом Президента Украины от 19 декабря 2007 г. № 1240/2007 из состава Совета выведены Азаров Н.Я., Гриценко А.С., Плющ И.С., Цушко В.П., Янукович В.Ф. и Яценюк А.П.; в состав Совета введены:
1. Ехануров Юрий Иванович — Министр обороны Украины
2. Луценко Юрий Витальевич — Министр внутренних дел Украины
3. Огрызко Владимир Станиславович — Министр иностранных дел Украины
4. Тимошенко Юлия Владимировна — Премьер-министр Украины

Указом Президента Украины от 21 декабря 2007 г. № 1242/2007 в состав Совета введен Яценюк Арсений Петрович — Председатель Верховной Рады Украины (с согласия)
Указом Президента Украины от 25 декабря 2007 г. № 1256/2007 в состав Совета введена Богатырева Раиса Васильевна — Секретарь Совета национальной безопасности и обороны Украины

### 21 января 2008 г. — 6 апреля 2010 г.
Состав Совета национальной безопасности и обороны Украины, утвержденный Указом Президента Украины от 21 января 2008 г. № 43/2008.
1. Ющенко Виктор Андреевич — Президент Украины, Председатель Совета
2. Балога Виктор Иванович — Глава Секретариата Президента Украины
3. Богатырева Раиса Васильевна — Секретарь Совета национальной безопасности и обороны Украины
4. Ехануров Юрий Иванович — Министр обороны Украины
5. Луценко Юрий Витальевич — Министр внутренних дел Украины
6. Маломуж Николай Григорьевич — Председатель Службы внешней разведки Украины
7. Медведько Александр Иванович — Генеральный прокурор Украины
8. Наливайченко Валентин Александрович — первый заместитель Председателя Службы безопасности Украины — руководитель Антитеррористического центра при Службе безопасности Украины; утвержден Указом Президента Украины от 18 марта 2009 г. № 165/2009 — Председатель Службы безопасности Украины
9. Огрызко Владимир Станиславович — Министр иностранных дел Украины
10. Патон Борис Евгеньевич — президент Национальной академии Украины (с согласия)
11. Стельмах Владимир Семенович — Председатель Национального банка Украины (с согласия)
12. Тимошенко Юлия Владимировна — Премьер-министр Украины
13. Шандра Владимир Николаевич — Министр Украины по вопросам чрезвычайных ситуаций и по делам защиты населения от последствий Чернобыльской катастрофы
14. Яценюк Арсений Петрович — Председатель Верховной Рады Украины (с согласия)

Указом Президента Украины от 4 сентября 2008 г. № 810/2008 в состав Совета введен Кириченко Сергей Александрович — начальник Генерального штаба — Главнокомандующий Вооруженными Силами Украины, генерал армии Украины
Указом Президента Украины от 21 ноября 2008 г. № 1060/2008 из состава Совета выведен Яценюк А.П.
Указом Президента Украины от 12 декабря 2008 г. № 1157/2008 в состав Совета введен Литвин Владимир Михайлович — Председатель Верховной Рады Украины (с согласия)
Указом Президента Украины от 18 марта 2009 г. № 165/2009 из состава Совета выведен Огрызко В.С.
Указом Президента Украины от 26 мая 2009 г. № 357/2009 из состава Совета выведен Балога В.И.; в состав Совета введена Ульянченко Вера Ивановна — Глава Секретариата Президента Украины
Указом Президента Украины от 28 августа 2009 г. № 691/2009 из состава Совета выведен Ехануров Ю.И.
Указом Президента Украины от 12 октября 2009 г. № 818/2009 в состав Совета введен Порошенко Петр Алексеевич — Министр иностранных дел Украины
Указом Президента Украины от 5 ноября 2009 г. № 906/2009 в состав Совета введены:
1. Князевич Василий Михайлович — Министр здравоохранения Украины
2. Беловол Александр Николаевич — первый заместитель Министра здравоохранения Украины — главный государственный санитарный врач Украины

Указом Президента Украины от 20 ноября 2009 г. № 948/2009 из состава Совета выведен Кириченко С.А.; в состав Совета введен Свида Иван Юрьевич — начальник Генерального штаба — Главнокомандующий Вооруженными Силами Украины
Указом Президента Украины от 29 января 2010 г. № 79/2010 из состава Совета выведен Луценко Ю.В.; в состав Совета введен Кихтенко Александр Тимофеевич — начальник Главного управления — командующий внутренними войсками Министерства внутренних дел Украины

### 6 апреля 2010 г. — 18 января 2013 г.
Состав Совета национальной безопасности и обороны Украины, утвержденный Указом Президента Украины от 6 апреля 2010 г. № 506/2010.
1. Янукович Виктор Федорович — Президент Украины, Председатель Совета национальной безопасности и обороны Украины
2. Азаров Николай Янович — Премьер-министр Украины
3. Богатырева Раиса Васильевна — Секретарь Совета национальной безопасности и обороны Украины
4. Грищенко Константин Иванович — Министр иностранных дел Украины
5. Ежель Михаил Брониславович — Министр обороны Украины
6. Лавринович Александр Владимирович — Министр юстиции Украины
7. Литвин Владимир Михайлович — Председатель Верховной Рады Украины (с согласия)
8. Левочкин Сергей Владимирович — Глава Администрации Президента Украины
9. Медведько Александр Иванович — Генеральный прокурор Украины
10. Могилев Анатолий Владимирович — Министр внутренних дел Украины
11. Стельмах Владимир Семенович — Председатель Национального банка Украины (с согласия)
12. Хорошковский Валерий Иванович — Председатель Службы безопасности Украины

Указом Президента Украины от 29 июня 2010 г. № 735/2010 в состав Совета введен Илляшов Григорий Алексеевич — Председатель Службы внешней разведки Украины
Указом Президента Украины от 12 ноября 2010 г. № 1022/2010 из состава Совета выведен Медведько А. И.; в состав Совета введен Пшонка Виктор Павлович — Генеральный прокурор Украины (с согласия)
Указом Президента Украины от 14 января 2011 г. № 31/2011 из состава Совета выведен Стельмах В. С.; в состав Совета введен Арбузов Сергей Геннадьевич — Председатель Национального банка Украины (с согласия)
Указом Президента Украины от 20 января 2012 г. № 23/2012 из состава Совета выведены Могилев А. В. и Хорошковский В. И.; в состав Совета введен Захарченко Виталий Юрьевич — Министр внутренних дел Украины
Указом Президента Украины от 20 января 2012 г. № 24/2012 в состав Совета введен Рокитский Владимир Георгиевич — первый заместитель Председателя Службы безопасности Украины — начальник Главного управления по борьбе с коррупцией и организованной преступностью Центрального управления Службы безопасности Украины
Указом Президента Украины от 17 февраля 2012 г. № 103/2012 из состава Совета выведены Богатырева Р. В., Ежель М. Б. и Рокитский В. Г.; в состав Совета введены:
1. Калинин Игорь Александрович — Председатель Службы безопасности Украины
2. Клюев Андрей Петрович — Секретарь Совета национальной безопасности и обороны Украины
3. Саламатин Дмитрий Альбертович — Министр обороны Украины

### 18 января 2013 г. — 28 февраля 2014 г.
Состав Совета национальной безопасности и обороны Украины, утвержденный Указом Президента Украины от 18 января 2013 г. № 33/2013.
1. Янукович Виктор Федорович — Президент Украины, Председатель Совета национальной безопасности и обороны Украины
2. Азаров Николай Янович — Премьер-министр Украины
3. Захарченко Виталий Юрьевич — Министр внутренних дел Украины
4. Илляшов Григорий Алексеевич — Председатель Службы внешней разведки Украины
5. Клюев Андрей Петрович — Секретарь Совета национальной безопасности и обороны Украины
6. Кожара Леонид Александрович — Министр иностранных дел Украины
7. Лавринович Александр Владимирович — Министр юстиции Украины
8. Лебедев Павел Валентинович — Министр обороны Украины
9. Левочкин Сергей Владимирович — Глава Администрации Президента Украины
10. Пшонка Виктор Павлович — Генеральный прокурор Украины (с согласия)
11. Рыбак Владимир Васильевич — Председатель Верховной Рады Украины (с согласия)
12. Соркин Игорь Вячеславович — Председатель Национального банка Украины (с согласия)
13. Якименко Александр Григорьевич — Председатель Службы безопасности Украины

Указом Президента Украины от 18 октября 2013 г. № 563/2013 из состава Совета выведен Лавринович А.В.; в состав Совета введена Лукаш Елена Леонидовна — Министр юстиции Украины

### 28 февраля 2014 г. — 16 июня 2014 г.
Состав Совета национальной безопасности и обороны Украины, утвержденный Указом Президента Украины от 28 февраля 2014 г. № 173/2014.
1. Турчинов Александр Валентинович — исполняющий обязанности Президента Украины, Председатель Верховной Рады Украины, Председатель Совета национальной безопасности и обороны Украины
2. Аваков Арсен Борисович — Министр внутренних дел Украины
3. Гвоздь Виктор Иванович — Председатель Службы внешней разведки Украины
4. Дещица Андрей Богданович — исполняющий обязанности Министра иностранных дел Украины
5. Кубив Степан Иванович — Председатель Национального банка Украины (по согласию)
6. Махницкий Олег Игоревич — Генеральный прокурор Украины (по согласию)
7. Наливайченко Валентин Александрович — Председатель Службы безопасности Украины
8. Парубий Андрей Владимирович — Секретарь Совета национальной безопасности и обороны Украины
9. Петренко Павел Дмитриевич — Министр юстиции Украины
10. Тенюх Игорь Иосифович — исполняющий обязанности Министра обороны Украины
11. Шлапак Александр Витальевич — Министр финансов Украины
12. Ярема Виталий Григорьевич — Первый вице-премьер-министр Украины
13. Яценюк Арсений Петрович — Премьер-министр Украины

Указом Президента Украины от 19 марта 2014 г. № 315/2014 в состав Совета введены:
1. Куцин Михаил Николаевич — начальник Генерального штаба – Главнокомандующий Вооруженными Силами Украины
2. Литвин Николай Михайлович — Председатель Государственной пограничной службы Украины
3. Пашинский Сергей Владимирович — временно исполняющий обязанности Главы Администрации Президента Украины

Указом Президента Украины от 2 апреля 2014 г. № 362/2014 из состава Совета выведен Тенюх И.И., в состав Совета введен Коваль Михаил Владимирович — исполняющий обязанности Министра обороны Украины

### 16 июня 2014 г. — 16 декабря 2014 г.
Состав Совета национальной безопасности и обороны Украины, утверждённый Указом Президента Украины от 16 июня 2014 г. № 528/2014.
1. Порошенко Пётр Алексеевич — Президент Украины, Председатель Совета национальной безопасности и обороны Украины
2. Аваков Арсен Борисович — Министр внутренних дел Украины
3. Гвоздь Виктор Иванович — Председатель Службы внешней разведки Украины
4. Дещица Андрей Богданович — исполняющий обязанности Министра иностранных дел Украины
5. Коваль Михаил Владимирович — исполняющий обязанности Министра обороны Украины
6. Кубив Степан Иванович — Председатель Национального банка Украины (по согласию)
7. Ложкин Борис Евгеньевич — Глава Администрации Президента Украины
8. Махницкий Олег Игоревич — исполняющий обязанности Генерального прокурора Украины (по согласию)
9. Наливайченко Валентин Александрович — Председатель Службы безопасности Украины
10. Парубий Андрей Владимирович — Секретарь Совета национальной безопасности и обороны Украины
11. Петренко Павел Дмитриевич — Министр юстиции Украины
12. Турчинов Александр Валентинович — Председатель Верховной Рады Украины (по согласию)
13. Шлапак Александр Витальевич — Министр финансов Украины
14. Ярема Виталий Григорьевич — Первый вице-премьер-министр Украины; утвержден Указом Президента Украины от 23 июня 2014 г. № 549/2014 — Генеральный прокурор Украины (по согласию)
15. Яценюк Арсений Петрович — Премьер-министр Украины

Указом Президента Украины от 23 июня 2014 г. № 549/2014 из состава Совета выведены Дещица А. Б., Кубив С. И., Махницкий О. И.; в состав Совета введены:
1. Гонтарева Валерия Алексеевна — Председатель Национального банка Украины (по согласию)
2. Климкин Павел Анатольевич — Министр иностранных дел Украины
3. Куцин Михаил Николаевич — начальник Генерального штаба — Главнокомандующий Вооружёнными Силами Украины

Указом Президента Украины от 5 июля 2014 г. № 571/2014 из состава Совета выведены Коваль М. В. и Куцин М. Н.; в состав Совета введены:
1. Гелетей Валерий Викторович — Министр обороны Украины
2. Муженко Виктор Николаевич — начальник Генерального штаба — Главнокомандующий Вооруженными Силами Украины

Указом Президента Украины от 18 августа 2014 г. № 654/2014 из состава Совета выведен Парубий А. В.
Указом Президента Украины от 9 октября 2014 г. № 763/2014 в состав Совета введён Романюк Ярослав Михайлович — Председатель Верховного суда Украины (по согласию).
Указом Президента Украины от 27 октября 2014 г. № 827/2014 из состава Совета выведен Гелетей В.В.; в состав Совета введён Полторак Степан Тимофеевич — Министр обороны Украины.

### 16 декабря 2014 г. — 29 марта 2024 г.
Состав Совета национальной безопасности и обороны Украины, утверждённый Указом Президента Украины от 15 декабря 2014 г. № 929/2014:
1. Порошенко Пётр Алексеевич — Президент Украины, Председатель Совета национальной безопасности и обороны Украины
2. Аваков Арсен Борисович — Министр внутренних дел Украины
3. Гвоздь Виктор Иванович — Председатель Службы внешней разведки Украины
4. Гонтарева Валерия Алексеевна — Председатель Национального банка Украины (по согласию)
5. Гройсман Владимир Борисович — Председатель Верховной Рады Украины (по согласию); утвержден Указом Президента Украины от 22 апреля 2016 г. № 166/2016 — Премьер-министр Украины
6. Климкин Павел Анатольевич — Министр иностранных дел Украины
7. Ложкин Борис Евгеньевич — Глава Администрации Президента Украины
8. Муженко Виктор Николаевич — начальник Генерального штаба − Главнокомандующий Вооружёнными Силами Украины
9. Наливайченко Валентин Александрович — Председатель Службы безопасности Украины
10. Петренко Павел Дмитриевич — Министр юстиции Украины
11. Полторак Степан Тимофеевич — Министр обороны Украины
12. Романюк Ярослав Михайлович — Председатель Верховного Суда Украины (по согласию)
13. Стець Юрий Ярославович — Министр информационной политики Украины
14. Турчинов Александр Валентинович — Секретарь Совета национальной безопасности и обороны Украины
15. Ярема Виталий Григорьевич — Генеральный прокурор Украины (по согласию)
16. Яценюк Арсений Петрович — Премьер-министр Украины

Указом Президента Украины от 16 февраля 2015 г. № 86/2015 из состава Совета выведен Ярема В. Г.; в состав Совета введён Шокин Виктор Николаевич — Генеральный прокурор Украины (по согласию).
Указом Президента Украины от 10 июля 2015 г. № 410/2015 из состава Совета выведен Наливайченко В. А.; в состав Совета введён Грицак Василий Сергеевич — Председатель Службы безопасности Украины.
Указом Президента Украины от 22 апреля 2016 г. № 166/2016 из состава Совета выведены Шокин В. Н. и Яценюк А. П.; в состав Совета введён Парубий Андрей Владимирович — Председатель Верховной Рады Украины (по согласию).
Указом Президента Украины от 16 мая 2016 г. № 212/2016 из состава Совета выведен Гвоздь В. И.; в состав Совета введён Луценко Юрий Витальевич — Генеральный прокурор Украины (по согласию).
Указом Президента Украины от 29 августа 2016 г. № 372/2016 из состава Совета выведен Ложкин Б. Е.; в состав Совета введён Райнин Игорь Львович — Глава Администрации Президента Украины.
Указом Президента Украины от 13 сентября 2017 г. № 274/2017 введён в состав Совета Божок Егор Валерьевич — Председатель Службы внешней разведки Украины.
Указом Президента Украины от 19 января 2018 г. № 10/2018 из состава Совета выведен Романюк Я. М.
Указом Президента Украины от 28 марта 2018 г. № 90/2018 введён в состав Совета Смолий Яков Васильевич — Председатель Национального банка Украины (по согласию); выведена из состава Совета Гонтарева В. А.
Указом Президента Украины от 22 марта 2019 г. № 86/2019 из состава Совета выведен Божок Е. В.
Указом Президента Украины от 31 мая 2019 г. № 340/2019 Председателем Совета национальной безопасности и обороны Украины по должности стал Зеленский Владимир Александрович — Президент Украины;
в состав Совета введены:
- Баканов Иван Геннадьевич — первый заместитель Председателя Службы безопасности Украины − начальник Главного управления по борьбе с коррупцией и организованной преступностью Центрального управления Службы безопасности Украины;
- Богдан Андрей Иосифович — Глава Администрации Президента Украины;
- Данилюк Александр Александрович — Секретарь Совета национальной безопасности и обороны Украины;
- Маркарова Оксана Сергеевна — Министр финансов Украины;
- Пристайко Вадим Владимирович — Заместитель Главы Администрации Президента Украины;
- Рябошапка Руслан Георгиевич — Заместитель Главы Администрации Президента Украины;
- Хомчак Руслан Борисович — начальник Генерального штаба − Главнокомандующий Вооружёнными Силами Украины;

из состава Совета выведены Райнин И. Л., Турчинов А. В., Муженко В. Н. и Стець Ю. Я.
Указом Президента Украины от 15 июля 2019 г. № 520/2019 в состав Совета введены:
- Бухарев Владислав Викторович — Председатель Службы внешней разведки Украины;
- Черкасский Игорь Борисович — Председатель Государственной службы финансового мониторинга Украины;

в составе Совета утверждены:
- Богдан Андрей Иосифович — Руководитель Офиса Президента Украины;
- Пристайко Вадим Владимирович — Заместитель Руководителя Офиса Президента Украины;
- Рябошапка Руслан Георгиевич — Заместитель Руководителя Офиса Президента Украины.

Указом Президента Украины от 6 сентября 2019 г. № 665/2019 в состав Совета введены:
- Гончарук Алексей Валерьевич — Премьер-министр Украины;
- Загороднюк Андрей Павлович — Министр обороны Украины;
- Разумков Дмитрий Александрович — Председатель Верховной Рады Украины (по согласию);

в составе Совета утверждены:
- Баканов Иван Геннадьевич — Председатель Службы безопасности Украины;
- Пристайко Вадим Владимирович — Министр иностранных дел Украины;
- Рябошапка Руслан Георгиевич — Генеральный прокурор Украины;

из состава Совета выведены Грицак В. С., Гройсман В. Б., Климкин П. А., Луценко Ю. В., Парубий А. В., Петренко П. Д., Полторак С. Т.
Указом Президента Украины от 3 октября 2019 г. № 732/2019 с должности Секретаря Совета национальной безопасности и обороны Украины уволен Данилюк А. А.
Указом Президента Украины от 3 октября 2019 г. № 733/2019 Секретарем Совета национальной безопасности и обороны Украины назначен Данилов Алексей Мячеславович.
Указом Президента Украины от 15 октября 2019 г. № 752/2019 в состав Совета введены:
- Данилов Алексей Мячеславович — Секретарь Совета национальной безопасности и обороны Украины;
- Евдокимов Валерий Владимирович — Председатель Службы внешней разведки Украины;

в составе Совета утвержден:
- Бухарев Владислав Викторович — первый заместитель Председателя Службы безопасности Украины − начальник Главного управления по борьбе с коррупцией и организованной преступностью Центрального управления Службы безопасности Украины;

из состава Совета выведен Данилюк А. А.
Указом Президента Украины от 21 ноября 2019 г. № 862/2019 из состава Совета выведен Бухарев В. В.
Указом Президента Украины от 12 февраля 2020 г. № 52/2020 из состава Совета выведен Богдан А. И., введён в состав Совета Ермак Андрей Борисович — Руководитель Офиса Президента Украины.
Указом Президента Украины от 13 марта 2020 г. № 80/2020 в состав Совета введены:
- Венедиктова Ирина Валентиновна — исполняющая обязанности директора Государственного бюро расследований;
- Кулеба Дмитрий Иванович — Министр иностранных дел Украины;
- Таран Андрей Васильевич — Министр обороны Украины;
- Уманский Игорь Иванович — Министр финансов Украины;
- Шмыгаль Денис Анатольевич — Премьер-министр Украины;

в составе Совета утвержден:
- Пристайко Вадим Владимирович — Вице-премьер-министр по вопросам европейской и евроатлантической интеграции,

из состава Совета выведены Гончарук А. В., Загороднюк А. П., Маркарова О. С. и Рябошапка Р. Г.
Указом Президента Украины от 19 марта 2020 г. № /2020 в состав Совета введен Резников Алексей Юрьевич — Вице-премьер-министр − Министр по вопросам реинтеграции временно оккупированных территорий.
Указом Президента Украины от 24 марта 2020 г. № 107/2020 в составе Совета утверждена Венедиктова Ирина Валентиновна — Генеральный прокурор Украины.
Указом Президента Украины от 7 апреля 2020 г. № 133/2020 из состава Совета выведен Уманский И. И., введён в состав Совета Марченко Сергей Михайлович — Министр финансов Украины; в составе Совета утвержден Хомчак Руслан Борисович — Главнокомандующий Вооружёнными Силами Украины.
Указом Президента Украины от 17 сентября 2020 г. № 324/2020 в состав Совета введены:
- Кондратюк Валерий Витальевич — Председатель Службы внешней разведки Украины;
- Стефанишина Ольга Витальевна — Вице-премьер-министр по вопросам европейской и евроатлантической интеграции;
- Уруский Олег Семёнович — Вице-премьер-министр − Министр по вопросам стратегических отраслей промышленности;
- Шевченко Кирилл Евгеньевич — Председатель Национального банка Украины (по согласию);

из состава Совета выведены Евдокимов В. В., Пристайко В. В. и Смолий Я. В.
Указом Президента Украины от 20 января 2021 г. № 22/2021 в состав Совета введен Загородний Анатолий Глебович — Президент Национальной академии наук Украины.
Указом Президента Украины от 17 февраля 2021 г. № 56/2021 в состав Совета введена Лапутина Юлия Анатольевна — Министр по делам ветеранов Украины.
Указом Президента Украины от 19 марта 2021 г. № 102/2021 в состав Совета введен Фёдоров Михаил Альбертович — Вице-премьер-министр − Министр цифровой трансформации.
Указом Президента Украины от 13 мая 2021 г. № 192/2021 в состав Совета введен Галущенко Герман Валерьевич — Министр энергетики Украины.
Указом Президента Украины от 4 июня 2021 г. № 227/2021 в состав Совета введен Любченко Алексей Николаевич — Первый вице-премьер-министр − Министр экономики Украины.
Указом Президента Украины от 16 июля 2021 г. № 298/2021 из состава Совета выведен Аваков А. Б., введен в состав Совета Монастырский Денис Анатольевич — Министр внутренних дел Украины.
Указом Президента Украины от 27 июля 2021 г. № 318/2021 из состава Совета выведен Кондратюк В. В., введен в состав Совета Литвиненко Александр Валерьевич — Председатель Службы внешней разведки Украины.
Указом Президента Украины от 28 июля 2021 г. № 325/2021 из состава Совета выведен Хомчак Р. Б., введен в состав Совета Залужный Валерий Фёдорович — Главнокомандующий Вооружёнными Силами Украины.
Указом Президента Украины от 14 октября 2021 г. № 542/2021 в состав Совета введен Стефанчук Руслан Алексеевич — Председатель Верховной Рады Украины (по согласию), из состава Совета выведен Разумков Д. А.
Указом Президента Украины от 5 ноября 2021 г. № 569/2021 в состав Совета введены:
- Резников Алексей Юрьевич — Министр обороны Украины;
- Рябикин Павел Борисович — Министр по вопросам стратегических отраслей промышленности;
- Свириденко Юлия Анатольевна — Первый вице-премьер-министр − Министр экономики Украины;

из состава Совета выведены Любченко А. Н., Таран А. В. и Уруский О. С.
Указом Президента Украины от 4 августа 2022 г. № 555/2022 в состав Совета введены:
- Костин Андрей Евгеньевич — Генеральный прокурор;
- Малюк Василий Васильевич — первый заместитель Председателя Службы безопасности Украины;

из состава Совета выведены Баканов И. Г. и Венедиктова И. В.
Указом Президента Украины от 25 октября 2022 г. № 736/2022 в состав Совета введен Пышный Андрей Григорьевич — Председатель Национального банка Украины (по согласию), из состава Совета выведен Шевченко К. Е.
Указом Президента Украины от 11 февраля 2023 г. № 73/2023 в состав Совета введен Клименко Игорь Владимирович — Министр внутренних дел Украины; в составе Совета утвержден Малюк Василий Васильевич — Председатель Службы безопасности Украины; членство Монастырского Д. А. в составе Совета прекращено.
Указом Президента Украины от 24 марта 2023 г. № 180/2023 в составе Совета утвержден Федоров Михаил Альбертович — Вице-премьер-министр по инновациям, развитию образования, науки и технологий − Министр цифровой трансформации; из состава Совета выведен Рябикин П. Б.
Указом Президента Украины от 4 апреля 2023 г. № 194/2023 в состав Совета введен Камышин Александр Николаевич — Министр по вопросам стратегических отраслей промышленности Украины.
Указом Президента Украины от 8 сентября 2023 г. № 571/2023 в состав Совета введен Умеров Рустем Энверович — Министр обороны Украины, из состава Совета выведен Резников А. Ю.
Указом Президента Украины от 9 февраля 2024 г. № 68/2024 из состава Совета выведены Залужный В. Ф. и Лапутина Ю. А., введен в состав Совета Сырский Александр Станиславович — Главнокомандующий Вооружёнными Силами Украины.
Указом Президента Украины от 26 марта 2024 г. № 186/2024 с должности Секретаря Совета национальной безопасности и обороны Украины уволен Данилов А. М.
Указом Президента Украины от 26 марта 2024 г. № 188/2024 Секретарем Совета национальной безопасности и обороны Украины назначен Литвиненко Александр Валерьевич.

### 29 марта 2024 г. — 19 июля 2025 г.
Состав Совета национальной безопасности и обороны Украины, утверждённый Указом Президента Украины от 29 марта 2024 г. № 193/2024:
1. Зеленский Владимир Александрович — Президент Украины, Председатель Совета национальной безопасности и обороны Украины
2. Галущенко Герман Валерьевич — Министр энергетики Украины
3. Ермак Андрей Борисович — Руководитель Офиса Президента Украины
4. Загородний Анатолий Глебович — Президент Национальной академии наук Украины
5. Иващенко Олег Иванович — Председатель Службы внешней разведки Украины
6. Камышин Александр Николаевич — Министр по вопросам стратегических отраслей промышленности Украины
7. Клименко Игорь Владимирович — Министр внутренних дел Украины
8. Костин Андрей Евгеньевич — Генеральный прокурор Украины (по согласию)
9. Кулеба Дмитрий Иванович — Министр иностранных дел Украины
10. Литвиненко Александр Валерьевич — Секретарь Совета национальной безопасности и обороны Украины
11. Малюк Василий Васильевич — Председатель Службы безопасности Украины
12. Марченко Сергей Михайлович — Министр финансов Украины
13. Пышный Андрей Григорьевич — Председатель Национального банка Украины (по согласию)
14. Свириденко Юлия Анатольевна — Первый вице-премьер-министр − Министр экономики Украины
15. Стефанишина Ольга Витальевна — Вице-премьер-министр по вопросам европейской и евроатлантической интеграции Украины
16. Стефанчук Руслан Алексеевич — Председатель Верховной Рады Украины (по согласию)
17. Сырский Александр Станиславович — Главнокомандующий Вооружёнными Силами Украины
18. Умеров Рустем Энверович — Министр обороны Украины
19. Федоров Михаил Альбертович — Вице-премьер-министр по инновациям, развитию образования, науки и технологий − Министр цифровой трансформации Украины
20. Черкасский Игорь Борисович — Председатель Государственной службы финансового мониторинга Украины
21. Шмыгаль Денис Анатольевич — Премьер-министр Украины

Указом Президента Украины от 13 сентября 2024 г. № 627/2024 в составе Совета утверждена Стефанишина Ольга Витальевна — Вице-премьер-министр по вопросам европейской и евроатлантической интеграции − Министр юстиции, в состав Совета введены:
- Сибига Андрей Иванович — Министр иностранных дел Украины;
- Сметанин Герман Владимирович — Министр по вопросам стратегических отраслей промышленности;

из состава Совета выведены Кулеба Д. И. и Камышин А. Н.
Указом Президента Украины от 6 ноября 2024 г. № 751/2024 из состава Совета выведен Костин А. Е.
Указом Президента Украины от 8 января 2025 г. № 20/2025 из состава Совета выведен Черкасский И. Б.
Указом Президента Украины от 4 февраля 2025 г. № 63/2025 в состав Совета введен Пронин Филипп Евгеньевич — Председатель Государственной службы финансового мониторинга.
Указом Президента Украины от 7 февраля 2025 г. № 79/2025 в состав Совета введен Ляшко Виктор Кириллович — Министр здравоохранения Украины.
Указом Президента Украины от 8 июля 2025 г. № 469/2025 в состав Совета введен Кравченко Руслан Андреевич — Генеральный прокурор Украины.
Указом Президента Украины от 18 июля 2025 г. № 495/2025 с должности Секретаря Совета национальной безопасности и обороны Украины уволен Литвиненко А. В.
Указом Президента Украины от 18 июля 2025 г. № 496/2025 Секретарем Совета национальной безопасности и обороны Украины назначен Умеров Рустем Энверович.

### с 19 июля 2025 г.
Состав Совета национальной безопасности и обороны Украины, утверждённый Указом Президента Украины от 19 июля 2025 г. № 501/2025:
1. Зеленский Владимир Александрович — Президент Украины, Председатель Совета национальной безопасности и обороны Украины
2. Галущенко Герман Валерьевич — Министр юстиции Украины
3. Гринчук Светлана Васильевна — Министр энергетики Украины
4. Ермак Андрей Борисович — Руководитель Офиса Президента Украины
5. Загородний Анатолий Глебович — Президент Национальной академии наук Украины
6. Иващенко Олег Иванович — Председатель Службы внешней разведки Украины
7. Клименко Игорь Владимирович — Министр внутренних дел Украины
8. Кравченко Руслан Андреевич — Генеральный прокурор Украины
9. Ляшко Виктор Кириллович — Министр здравоохранения Украины.
10. Малюк Василий Васильевич — Председатель Службы безопасности Украины
11. Марченко Сергей Михайлович — Министр финансов Украины
12. Пронин Филипп Евгеньевич — Председатель Государственной службы финансового мониторинга Украины
13. Пышный Андрей Григорьевич — Председатель Национального банка Украины (по согласию)
14. Свириденко Юлия Анатольевна — Премьер-министр Украины
15. Сибига Андрей Иванович — Министр иностранных дел Украины
16. Соболев Алексей Дмитриевич — Министр экономики, экологии и сельского хозяйства Украины
17. Стефанчук Руслан Алексеевич — Председатель Верховной Рады Украины (по согласию)
18. Сырский Александр Станиславович — Главнокомандующий Вооружёнными Силами Украины
19. Умеров Рустем Энверович — Секретарь Совета национальной безопасности и обороны Украины
20. Федоров Михаил Альбертович — Первый вице-премьер-министр − Министр цифровой трансформации Украины
21. Шмыгаль Денис Анатольевич — Министр обороны Украины

## Секретари Совета национальной безопасности и обороны Украины
После даты назначения и освобождения от должности стоит номер соответствующего Указа Президента Украины.
1. Горбулин Владимир Павлович, Секретарь Совета национальной безопасности и обороны Украины (30 августа 1996 г., № 773/96 — 10 ноября 1999 г., № 1452/99), временно исполняющий обязанности Секретаря Совета национальной безопасности и обороны Украины (24 мая 2006 г., № 431/2006 — 10 октября 2006 г., № 864/2006)
2. Марчук Евгений Кириллович (10 ноября 1999 г., № 1453/99 — 25 июня 2003 г., № 551/2003)
3. Радченко Владимир Иванович (2 сентября 2003 г., № 953/2003 — 20 января 2005 г., № 61/2005)
4. Порошенко Петр Алексеевич (8 февраля 2005 г., № 208/2005 — 8 сентября 2005 г., № 1231/2005)
5. Кинах Анатолий Кириллович (27 сентября 2005 г., № 1379/2005 — 16 мая 2006 г., № 394/2006)
6. Гайдук Виталий Анатольевич (10 октября 2006 г., № 865/2006 — 12 мая 2007 г., № 395/2007)
7. Плющ Иван Степанович (12 мая 2007 г., № 396/2007 — 26 ноября 2007 г., № 1145/2007)
8. Богатырева Раиса Васильевна (24 декабря 2007 г., № 1251/2007 — 14 февраля 2012 г., № 87/2012)
9. Клюев Андрей Петрович (14 февраля 2012 г., № 90/2012 — 24 января 2014 г., № 35/2014)
10. Парубий Андрей Владимирович (27 февраля 2014 г., № 165/2014 — 7 августа 2014 г., № 639/2014)
11. Турчинов Александр Валентинович (16 декабря 2014 г.,  № 928/2014 — 19 мая 2019 г., № 297/2019)
12. Данилюк Александр Александрович (28 мая 2019 г., № 327/2019 — 3 октября 2019 г., № 732/2019)
13. Данилов Алексей Мячеславович (3 октября 2019 г., № 733/2019 — 26 марта 2024 г., № 186/2024)
14. Литвиненко, Александр Валерьевич (26 марта 2024 г., № 188/2024 — 18 июля 2025 г., № 495/2025)
15. Умеров Рустем Энверович (с 18 июля 2025 г., № 496/2025)